# Distrito de Esenyurt
Esenyurt es un distrito de Estambul, Turquía, situado en la parte europea de la ciudad. Cuenta con una población de 373.017 habitantes (2008).